# Наймати і звільняти
Наймати і звільняти (англ. Hired and Fired) — американська короткометражна кінокомедія режисера Воллеса Бірі 1916 року.

## У ролях
- Картер Де Хейвен — Тімоті Доббс
- Вола Вейл
- Міна Кунард
- Роберт Мілаш